# Mecklenburger Stiere Schwerin
Mecklenburger Stiere Schwerin ist ein Handballsportverein aus Mecklenburg-Vorpommern.

## Geschichte
Der Verein entstand 2012 nach der Insolvenz des traditionsreichen Schweriner Vereins SV Post Schwerin und dem damit verbundenen Zwangsabstieg aus der 2. Handball-Bundesliga, durch den Zusammenschluss des Mecklenburger HC mit dem ehemaligen SV Post zum SV Mecklenburg Schwerin. In seiner ersten Spielzeit trat der Verein in der Saison 2013/14 in der 3. Liga Nord an.
Der Verein trug zunächst nur den Spitznamen „Mecklenburger Stiere“. Er wurde später von SV Mecklenburg Schwerin in Mecklenburger Stiere Schwerin umbenannt.

### Die Saisonbilanzen
| Saison          | Spielklasse | Platz | Spiele | Tore    | Punkte |
| --------------- | ----------- | ----- | ------ | ------- | ------ |
| 3. Liga 2013/14 | 3. Liga     | 11    | 30     | 786:831 | 27:33  |
| 3. Liga 2014/15 | 3. Liga     | 10    | 30     | 756:802 | 25:35  |
| 3. Liga 2015/16 | 3. Liga     | 12    | 30     | 705:752 | 27:33  |
| 3. Liga 2016/17 | 3. Liga     | 07    | 30     | 824:777 | 33:27  |
| 3. Liga 2017/18 | 3. Liga     | 03    | 28     | 816:770 | 40:16  |
| 3. Liga 2018/19 | 3. Liga     | 04    | 30     | 877:861 | 38:22  |
| 3. Liga 2019/20 | 3. Liga     | 08    | 25     | 679:715 | 23:27  |
| 3. Liga 2020/21 | 3. Liga     | 07    | 05     | 150:144 | 6:4    |
| 3. Liga 2021/22 | 3. Liga     | 05    | 20     | 584:557 | 22:18  |
| 3. Liga 2022/23 | 3. Liga     | 12    | 24     | 634:748 | 07:41  |

## Spielstätte

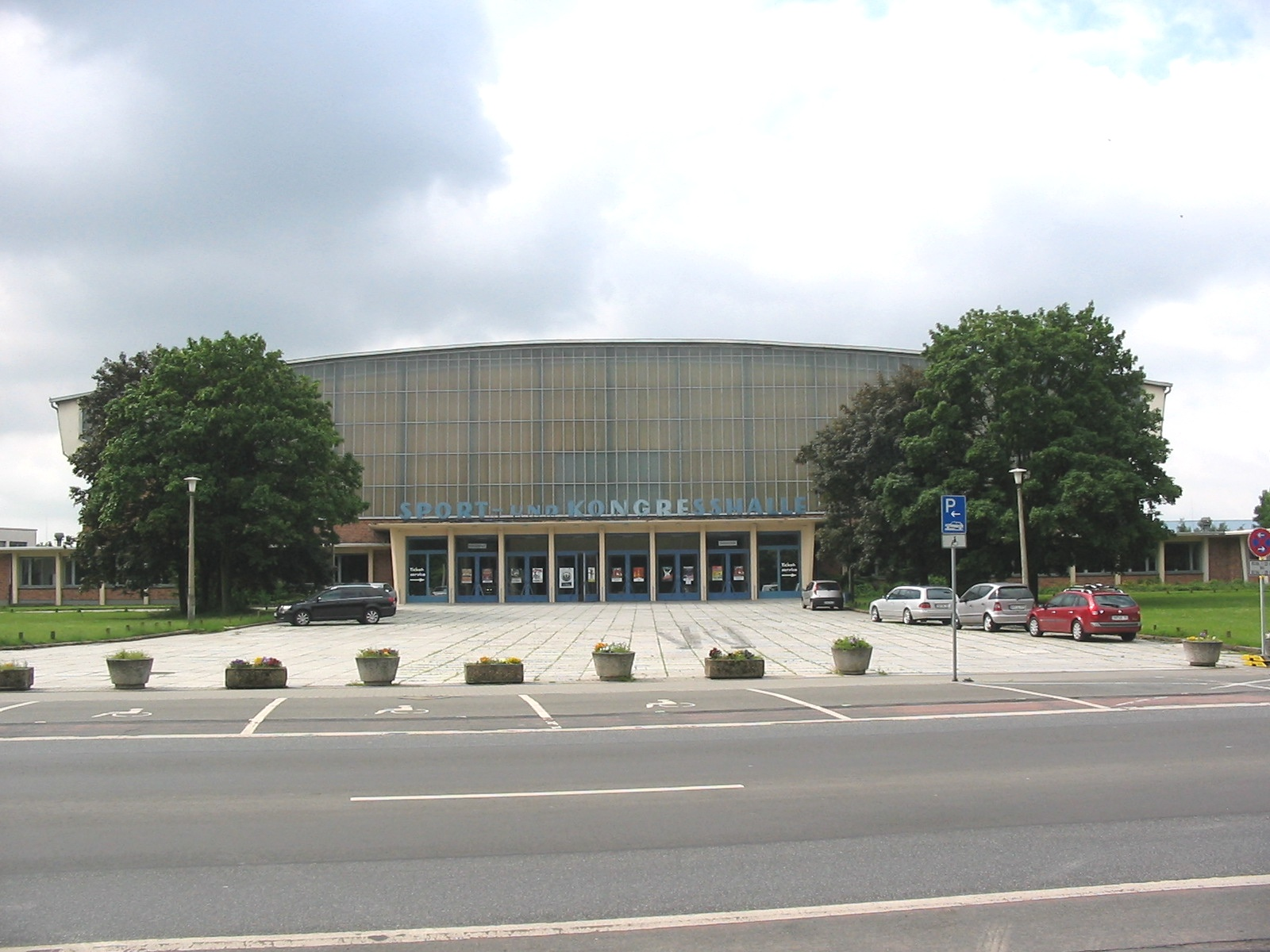
Sport- und Kongresshalle

Die Heimspiele finden seit der Saison 2015/16 in der Regel in der Sport- und Kongresshalle Schwerin statt; diese Halle wird auch für Messen und Konzerte genutzt. Die Haupthalle hat eine Fläche von 2000 m². Die Kapazität beträgt 5300 feste Plätze (max. 8000). Der Zuschauerschnitt in der Spielzeit 2014/15 bei 15 Heimspielen betrug 607, wo man in der Erich-Kästner-Halle 12 der 15 Saisonheimspiele absolvierte. In der Saison 2015/16 kamen im Schnitt 1322 Zuschauer und hat damit die meisten Zuschauer aller vier 3. Liga-Staffeln.
Einige Vorbereitungsspiele und Heimspiele der 2. Herrenmannschaft und der A-Jugend-Mannschaft fanden in der Erich-Kästner-Halle statt.